# Wanaraja (Wanaraja)
Wanaraja is een bestuurslaag in het regentschap Garut van de provincie West-Java, Indonesië. Wanaraja telt 5147 inwoners (volkstelling 2010).